# Centrale de Tianhuangping
La centrale de Tianhuangping est une centrale de pompage-turbinage située en Chine dans la province de Zhejiang dans le xian d'Anji, à 175 km au sud-ouest de Shanghai. La centrale de Tianhuangping a une puissance installée de 1 836 MW.

## Historique
La centrale a été construite entre 1993 et 2001, son coût est de 900 millions de $.
Elle constituait un des premiers projets de ce type en Chine ; la construction du barrage inférieur a commencé en octobre 1993 ; le contrat de revêtement en béton asphalté a été attribué à STRABAG Tiefbau GmbH et terminé en 1997. En 1998, le premier groupe a été mis en service.

## Caractéristiques techniques des réservoirs
Le réservoir inférieur, sur la rivière Daxi, est retenu par un barrage en remblai à façade béton (CFRD) haut de 92 m et long de 225 m, avec un volume de stockage total de 8,6 millions de m3, un bassin versant de 24,2 km2 et un apport annuel moyen par ruissellement de 27,6 millions de m3. La cote maximale du plan d'eau est de 344,5 m.
Le réservoir supérieur est à une altitude environ 600 m plus haute, dans une vallée naturelle où la seule issue a été fermée par un barrage en remblai haut de 72 m et long de 577 m, de façon à maintenir la crête longue de 2315 m à une altitude constante de 908 m. Quatre barrages plus petits ont été construits sur des seuils latéraux pour clore le réservoir. La profondeur maximale du réservoir est de 50 m. La pente et le fond du réservoir sont couverts d'un revêtement en béton asphalté, qui est le mieux adapté pour absorber les tassements et déformations du réservoir sans devenir perméable à l'eau. Les surfaces revêtues atteignent 104 000 m² pour le fond du réservoir et 182 000 m² pour les pentes du barrage. En fonctionnement, la cote du réservoir varie entre 863 m et 905 m.

## Conduites forcées
L'eau est transférée via deux conduites forcées de 7 m de diamètre et 882 m de long, qui se ramifient en face de la centrale chacune en trois conduites de 3,2 m de diamètre et 230 à 315 m de long.

## Centrale électrique
La centrale souterraine est constituée de deux cavernes : la salle des machines (98,7 m/21 m/47,7 m) et celle des transformateurs (180,9 m/18 m/24,7 m) et plusieurs petites cavernes pour les jeux de barres, les vannes, etc.
Les 6 tunnels de fuite ont 4,4 m de diamètre et 229 à 247 m de long. L'électricité est injectée sur le réseau via un poste de départ sur la rive gauche du réservoir inférieur.
Les 6 turbines ont une puissance unitaire nominale de 306 MW et consomment une puissance maximale de 336 MW en pompage. La hauteur de charge varie entre 610,2 m et 518,5 m, et la hauteur de charge nominale est de 526 m.

## Source de traduction
- (en) Cet article est partiellement ou en totalité issu de l’article de Wikipédia en anglais intitulé « Tianhuangping Pumped Storage Power Station » (voir la liste des auteurs).